# Guldhorn-slægten
Guldhorn-slægten (Xanthoceras) er såkaldt "monotypisk" slægt, der kun har én art. Alle dele af beskrivelsen er derfor identiske med artens forhold.
| Beskrevne arter |

- Guldhorn (Xanthoceras sorbifolium)